# Somos András (kertészmérnök)
Somos András (Mezőberény, 1911. szeptember 18. – Budapest, 1996. március 15.) Kossuth- és állami díjas kertészmérnök, a kert- és szőlőgazdaság-tudomány doktora, a Magyar Tudományos Akadémia rendes tagja. Fő kutatási területe a zöldségtermesztés agrotechnikai eljárásainak növényélettani alapú fejlesztése volt, nevéhez fűződik a fóliasátras zöldségtermesztés magyarországi bevezetése. 1946–1981 között volt a Kertészeti és Élelmiszeripari Egyetem, illetve jogelődei zöldségtermesztési tanszékének vezetője.

## Életútja
1937-ben a budapesti Kertészeti Tanintézetben szerzett oklevelet, ezt követően a József Nádor Műszaki és Gazdaságtudományi Egyetemen tanult tovább. Ezzel párhuzamosan 1939–1942 között a Kertészeti Akadémia kamaraerdei kísérleti telepének helyettes vezetője volt. 1942-ben a műegyetemen, 1944-ben pedig a Kertészeti Akadémia jogutódjában, a Kertészeti és Szőlészeti Főiskolán nyerte el kertészmérnöki oklevelét. 1944-ben, a második világháború végóráiban mozgósították, hadifogságba esett, s csak 1946-ban tért haza a Szovjetunióból.
Szervezőmunkájának köszönhetően a Magyar (később Gödöllői) Agrártudományi Egyetem kert- és szőlészettudományi karán 1946-ban megnyílt a zöldségtermesztési tanszék, amelynek tanszékvezető intézeti tanára lett. Egyidejűleg 1947–1948 között a Földművelésügyi Minisztérium egyetemi ügyosztályát vezette. 1948–1981 között – nyugdíjazásáig – az 1953-ban önállósult Kertészeti és Szőlészeti Főiskola zöldségtermesztési tanszékének tanszékvezető főiskolai, 1968-tól egyetemi tanára volt, ezzel párhuzamosan 1975–1981 között az egyetemi zöldségtermesztési intézet igazgatói posztját is betöltötte. Két ízben, 1961–1965 között a még főiskolai státuszú, illetve 1971–1975 között a már egyetemi rangra emelt oktatási intézmény rektori feladatait is ellátta.

## Munkássága
Kutatásai elsősorban a zöldségfélék élettanára, a zöldségtermesztés környezeti feltételeinek, hő-, fény-, víz- és tápanyagigényének vizsgálatára, ezen keresztül a zöldségtermesztési technológiák fejlesztésére irányultak. Tanulmányai során kiemelt figyelmet szentelt a paradicsom- és a paprikatermesztés agrotechnikai tökéletesítésére, de a hüvelyesek, a spenót, sőt a csiperke termesztési feltételeivel is foglalkozott. Több paprikafajta nemesítése fűződik a nevéhez.
Újításaival nagymértékben hozzájárult a mezőgazdasági műanyag-felhasználás magyarországi meghonosításához, a fóliaborítású termesztőberendezések, a fóliaalagutas, fóliasátras zöldségtermesztés elterjesztéséhez. Irányítása alatt folyt a nagy méretű, vasvázas – palántanevelésre és zöldséghajtatásra egyaránt alkalmas – gépesített fóliasátrak kifejlesztése, valamint a geotermikus és napenergiával fűtött fóliasátrak kialakítása. Közeli munkatársaival együtt bizonyította, hogy nagyüzemi módon, teljes gépesítéssel csak a bab, a zöldborsó, a gyökérzöldségek és a hagyma termeszthető.
1948-ban a kert- és szőlőgazdaság-tudomány doktora lett. 1950–1961 között szerkesztette az Acta Agronomica és Az MTA Agrártudományi Osztályának Közleményei című szakfolyóiratokat.

### Társasági tagságai és elismerései
1949-ben a Magyar Tudományos Akadémia levelező, 1955-ben rendes tagjává választották. Emellett 1977–1985 között az Akadémia alelnöki feladatait is ellátta, 1985–1990 között pedig részt vett az elnökség munkájában. További tisztségeket is vállalt az akadémiai testületben: 1949–1961 között az agrártudományi osztály titkára, 1976–1977 között elnöke volt, 1954–1976 között a kertészeti bizottságban folyó munkát elnökölte.
1967-től tiszteleti tagja volt a Bolgár Mezőgazdasági Akadémiának, 1970-ben pedig a Szovjet Mezőgazdaság-tudományi Akadémia külső tagjává választották. Közel negyed évszázadon keresztül, 1959–1983 között képviselte Magyarországot a Nemzetközi Kertészettudományi Társaságban (International Society for Horticultural Science), 1970–1972 között elnöke, majd 1972–1974 között alelnöke volt a Mezőgazdasági Műanyag-felhasználás Nemzetközi Bizottságának (International Committee for Plastics in Agriculture).
Az öntözéses zöldségtermesztés agrotechnikájának kidolgozásáért, valamint kétkötetes Zöldségtermesztés könyvéért 1956-ban átvehette a Kossuth-díj harmadik fokozatát. 1963-ban Entz Ferenc-emlékérmet, 1973-ban pedig a zöldségtermesztésben elért eredményeiért és oktatói tevékenységéért az Állami Díj első fokozatát kapta meg. Ezek mellett birtokosa volt a Magyar Népköztársasági Érdeméremnek (1951), A Munka Vörös Zászló Érdemrendjének (1954), a Mezőgazdaság Kiváló Dolgozója kitüntetésnek (1954), a Munka Érdemrendnek (1960), a Felszabadulási Jubileumi Emlékéremnek (1970), a Munka Érdemrend arany fokozatának (1971), a Magyar Népköztársaság Zászlórendjének (1981), valamint a Kiváló Feltaláló díjnak (1982).
1961-ben a berlini Humboldt Egyetem, 1975-ben a varsói Mezőgazdasági Főiskola fogadta díszdoktorává.

### Főbb művei
- Konyhakerti növények termesztése. Budapest. 1948.
- Zöldségtermesztő üzemek vetésforgói. Budapest. 1950.
- Szántóföldi zöldségtermesztés. Budapest. 1950.
- Zöldségtermesztés I–II. Budapest. 1955.
- Zöldségtermesztés. Budapest. 1956. (Angeli Lamberttal)
- A paradicsom. Budapest. 1959.
- Korszerű csiperketermesztés. Budapest. 1960. (Angeli Lamberttal)
- A műanyagfólia használata a zöldséghajtatásban. Budapest. 1965. (Filius Istvánnal)
- A paprika. Budapest. 1966.
- Korai szabadföldi paradicsomtermesztés. Budapest. 1967. (Koródi Lászlóval)
- Műanyaggal borított termesztőberendezések a zöldségtermesztésben. Budapest. 1969. (Társszerzőként)
- A spenót. Budapest. 1972. (Priszter Szaniszlóval)
- Vízfüggönyös fóliasátrak építése és hasznosítása a házikertben. Budapest. 1977. (Turi Istvánnal)
- Zöldséghajtatás. Budapest. 1980. (Koródi Lászlóval és Turi Istvánnal)
- Műanyagok a kertészetben. Budapest. 1985.
- Az oktatás és kutatás 40 éve (1945–1984) a Kertészeti és Élelmiszeripari Egyetem Zöldségtermesztési Intézetében. Budapest. 1987.

## További irodalom
- Somos András akadémikus 75. születésnapja alkalmából rendezett tudományos ülés. Budapest. 1987.
- Balázs Sándor: Somos András. Magyar Tudomány 1997. 2. sz.